# Weisseritzská dráha
Weisseritzská dráha (německy Weißeritztalbahn) je druhá nejstarší saská úzkorozchodná dráha a současně nejstarší provozovaná úzkorozchodná železniční trať v Německu. Dráha, spojující Freital u Drážďan s Kipsdorfem v Krušných horách, je obsluhována parními lokomotivami. Její název je odvozen od říčky Červené Bystřice (německy Rote Weißeritz), jejíž tok trať v celé své délce sleduje.
Výstavba započala v roce 1881. Úsek do Schmiedebergu byl zprovozněn 1. listopadu 1882, 3. září následujícího roku dorazil první vlak do Kipsdorfu. Podobně jako u dalších úzkorozchodných saských drah byl zvolen rozchod 750 mm. V roce 1912 byl jeden z úseků při stavbě Malterské přehrady přemístěn. V roce 1920 započala stavba Pöbelské dráhy ze Schmiedebergu do české Moldavy, nebyla však nikdy dokončena.
V roce 2002 bylo těleso trati těžce zasaženo stoletou povodní. Škoda byla odhadnuta na 20 miliónů eur. Díky veřejné sbírce se podařilo obnovit úseky Freital-Hainsberg - Freital Coßmannsdorf a Seifersdorf - Dippoldiswalde, na kterých probíhal víkendový provoz. Federální vláda se spolu s vládou spolkové země Sasko zavázaly provoz obnovit, 14. prosince 2008 byl slavnostně obnoven pravidelný provoz v úseku Freital-Hainsberg - Dippoldiswalde. Zbývající úsek do Kipsdorfu byl zprovozněn v roce 2017. Provoz na dráze zajišťuje společnost Sächsische Dampfeisenbahngesellschaft mbH (zkráceně SDG, dříve BVO Bahn).

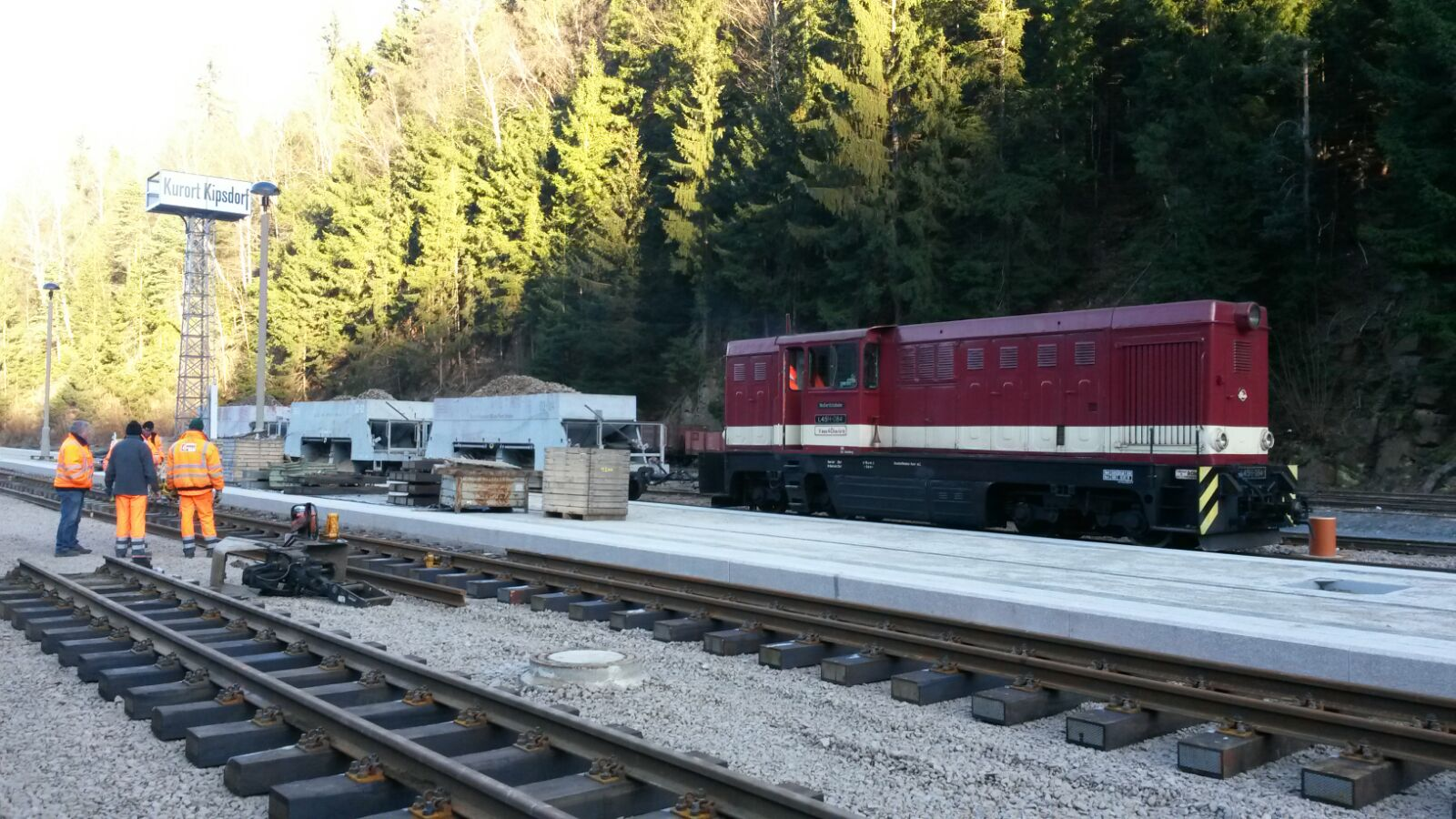
Bahnhof Kurort Kipsdorf

Nyní (2016) již nákladní vlaky jezdí do Kipsdorfu (od 24. 11.). Podobná zkáza již trať postihla v roce 1897, kdy byla za povodně poškozena nebo zničena většina z jejích 40 mostů. Před povodněmi železnice ročně přepravovala zhruba 200 tisíc pasažérů.

## Technická data

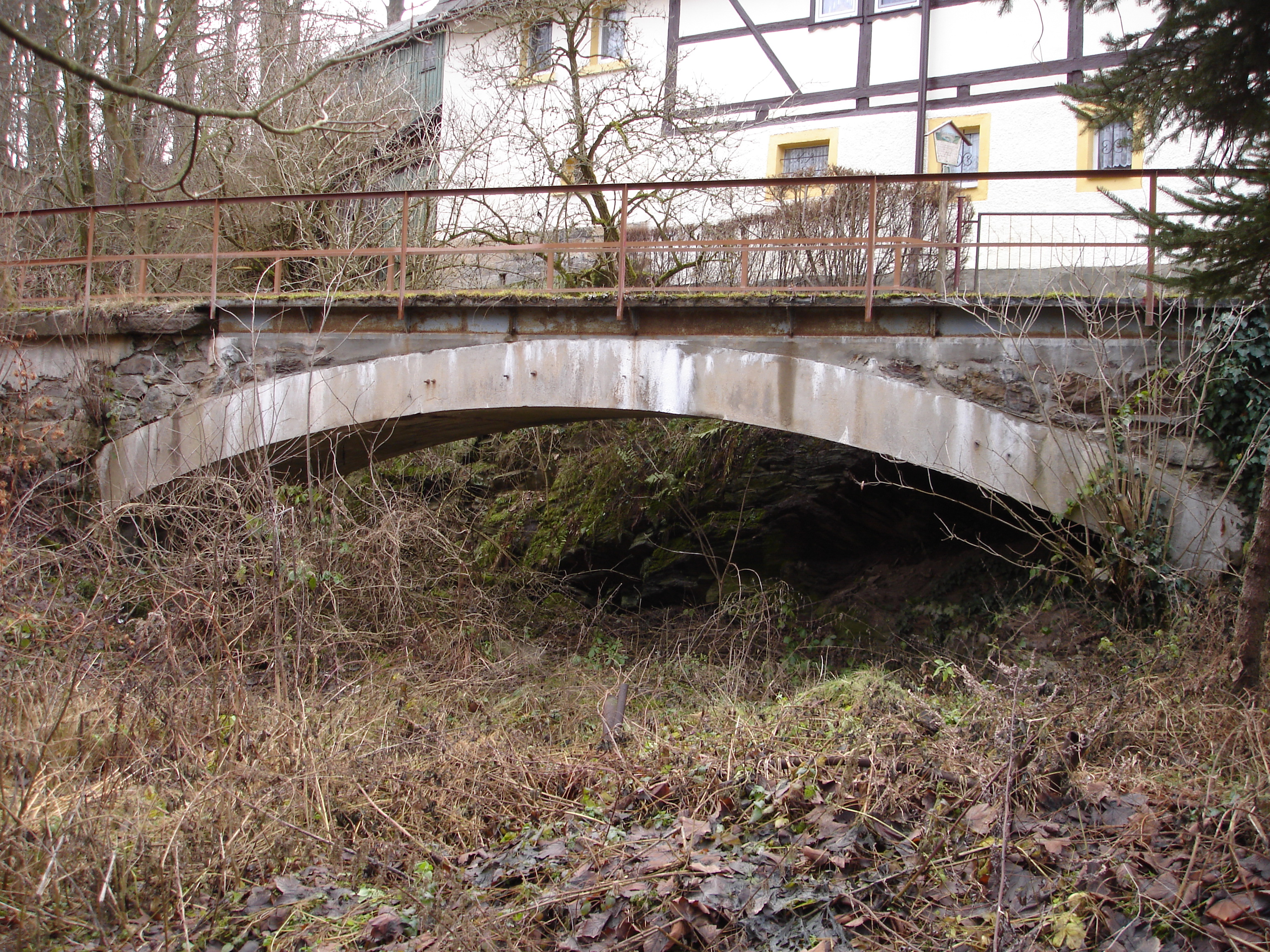
V roce 1881 postavený Mühlgrabenbrücke v Seifersdorfu je dnes nejstarším betonovým železničním mostem v Německu (2008)

- rozchod: 750 mm
- délka: 26.3 km
- převýšení: 350 m
- oblouky: 50 m
- max. stoupání: 1:40
- stanice a zastávky: 13
- mosty: 34

## Trať
Trať začíná ve stanici Freital-Hainsberg (km -0,1), která se nachází na normálněrozchodné železnici Dresden-Chemnitz a je položena ve výšce 184 m nad mořem. Následují stanice a zastávky:
- 1,6 km Freital Coßmannsdorf 192 m n. m.
- 5,3 km Rabenau 249 m n. m.
- 6,7 km Spechtritz 274 m n. m.
- 8,7 km Seifersdorf 301 m n. m.
- 10,8 km Malter 335 m (u stejnojmenné přehrady)
- 14,8 km Dippoldiswalde 343 m n. m.
- 17,3 km Ulberndorf 374 m n. m.
- 18,8 km Obercarsdorf 390 m n. m.
- 20,7 km Schmiedeberg-Naundorf 410 m n. m.
- 22,1 km Schmiedeberg 441 m n. m.
- 23,3 km Buschmühle 463 m n. m.
- 26,1 km Kurort Kipsdorf 533 m n. m.